# Cerovo (Nikšić)
Pour les articles homonymes, voir Cerovo.
Cerovo (en serbe cyrillique: Церово) est un village de l'ouest du Monténégro, dans la municipalité de Nikšić.

## Démographie

### Évolution historique de la population
| 1948 | 1953 | 1961 | 1971 | 1981 | 1991 | 2003 |
| ---- | ---- | ---- | ---- | ---- | ---- | ---- |
| 474  | 493  | 445  | 283  | 208  | 164  | 162  |